# John Paul Young

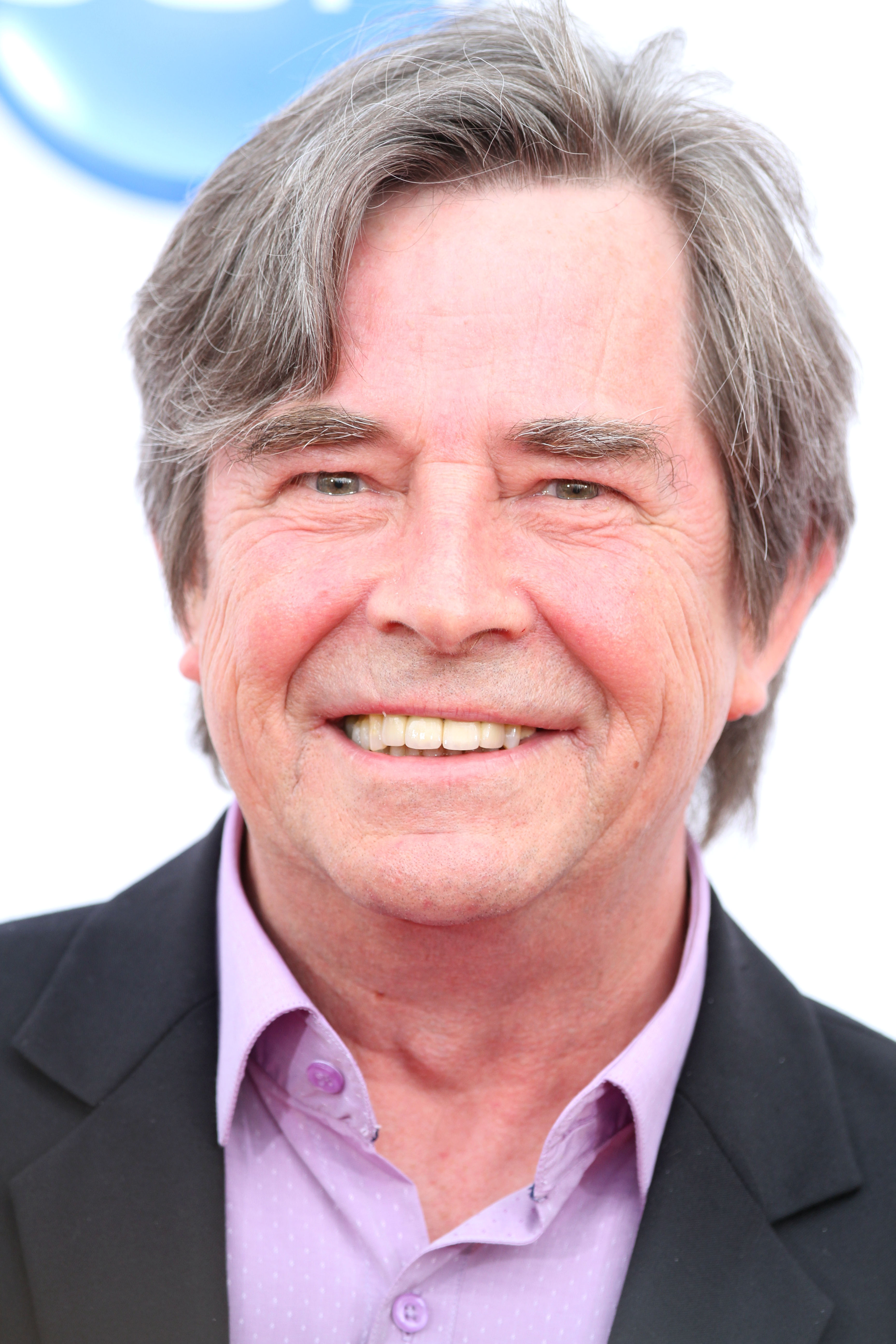
John Paul Young (2014)

John Paul Young (* 21. Juni 1950 in Glasgow, Schottland) ist ein australischer Popmusiker.

## Biografie
Seine Familie Young wanderte nach Australien aus, als John Paul Young ein Kind war, und ließ sich in Sydney nieder. Anfang der 1970er Jahre wurde er Sänger der Rockband Elm Tree. Von 1972 bis 1974 spielte er in der australischen Produktion des Musicals Jesus Christ Superstar. Zudem war er anfangs auch Radiomoderator.
Nach einigen erfolglosen Singles wurde er vom Produzententeam Harry Vanda und George Young betreut. Das Ergebnis war eine Reihe australischer Hits, u. a. Pasadena (geschrieben von Young, Vanda und dem britischen Schauspieler David Hemmings), Yesterday’s Hero, St. Louis, The Love Game, Here We Go, Keep On Smiling, Where the Action Is, I Hate the Music und I Wanna Do It with You. Daneben gab es auch einige Hits in Europa, Asien und Südafrika. Yesterday’s Hero war auch in den USA ein Achtungserfolg. In Europa war das Lied in der Version der Bay City Rollers ein Hit.
Im Jahr 1977 hatte Young seine größten Erfolge mit Standing in the Rain und vor allem Love Is in the Air, seinem einzigen weltweiten Hit. Die nächsten Singles waren weniger erfolgreich. Youngs vorerst letzter Top-Ten-Hit in Australien war 1983 Soldier of Fortune.
Youngs Produzent George Young war der ältere Bruder der AC/DC-Mitglieder Angus Young und Malcolm Young. Die daraus resultierende häufig zu lesende Behauptung, John Paul Young sei ebenfalls ein Bruder der beiden Letzteren, beruht auf einer Verwechslung und ist daher falsch.
2009 wurde John Paul Young mit der Aufnahme in die ARIA Hall of Fame geehrt.

## Diskografie

### Alben
- 1975: Hero
- 1975: John Paul Young (J.P.Y.)
- 1977: Green
- 1978: Love Is in the Air
- 1978: Lost in Your Love
- 1979: Heaven Sent
- 1981: The Singer
- 1983: One Foot in Front
- 1992: The War Years

### Kompilationen
- 1977: All the Best
- 1979: 1974–1979
- 1988: Classic Hits
- 1992: Yesterday’s Hero
- 1994: The Very Best Of
- 1994: Love Is in the Air
- 1997: Greatest Hits

### Singles
| Jahr | Titel Album                                   | Höchstplatzierung, Gesamtwochen, AuszeichnungChartplatzierungen (Jahr, Titel, Album, Platzierungen, Wochen, Auszeichnungen, Anmerkungen) | Höchstplatzierung, Gesamtwochen, AuszeichnungChartplatzierungen (Jahr, Titel, Album, Platzierungen, Wochen, Auszeichnungen, Anmerkungen) | Höchstplatzierung, Gesamtwochen, AuszeichnungChartplatzierungen (Jahr, Titel, Album, Platzierungen, Wochen, Auszeichnungen, Anmerkungen) | Höchstplatzierung, Gesamtwochen, AuszeichnungChartplatzierungen (Jahr, Titel, Album, Platzierungen, Wochen, Auszeichnungen, Anmerkungen) | Höchstplatzierung, Gesamtwochen, AuszeichnungChartplatzierungen (Jahr, Titel, Album, Platzierungen, Wochen, Auszeichnungen, Anmerkungen) | Höchstplatzierung, Gesamtwochen, AuszeichnungChartplatzierungen (Jahr, Titel, Album, Platzierungen, Wochen, Auszeichnungen, Anmerkungen) | Anmerkungen                             |
| Jahr | Titel Album                                   | DE | AT | CH | UK | US | AU | Anmerkungen                             |
| ---- | --------------------------------------------- | --- | --- | --- | --- | --- | --- | --------------------------------------- |
| 1975 | Yesterday’s Hero Hero                         | — | — | — | — | US42 (9 Wo.)US | — | Erstveröffentlichung: 10. Februar 1975  |
| 1977 | Standing in the Rain John Paul Young (J.P.Y.) | DE4 (39 Wo.)DE | AT11 (28 Wo.)AT | — | — | — | — | Erstveröffentlichung: 28. Februar 1978  |
| 1977 | Love Is in the Air                            | DE3 (25 Wo.)DE | AT3 (16 Wo.)AT | CH5 (8 Wo.)CH | UK5 Silber · (13 Wo.)UK | US7 (21 Wo.)US | — | Erstveröffentlichung: 21. November 1977 |
| 1978 | Lost in Your Love                             | DE28 (7 Wo.)DE | AT25 (4 Wo.)AT | — | — | US55 (9 Wo.)US | — | Erstveröffentlichung: 9. Oktober 1978   |
| 1992 | Love Is in the Air (Ballroom Mix) –           | — | — | — | UK49 (3 Wo.)UK | — | AU3 Gold · (18 Wo.)AU |                                         |
| 2001 | Love Is in the Air –                          | DE33 (9 Wo.)DE | — | — | UK25 (3 Wo.)UK | — | — | Milk & Sugar vs. John Paul Young        |

* Die australischen Platzierungen aus der Zeit vor 1988 sind zurzeit nicht abrufbar, siehe auch Formatvorlage Charts.
Weitere Singles
- 1975: The Love Game
- 1976: I Hate the Music
- 1977: Here We Go
- 1977: I Wanna Do It with You
- 1978: The Day That My Heart Caught Fire
- 1979: Love You so Bad it Hurts
- 1979: Heaven Sent
- 1981: 653354
- 1981: Bad Love
- 1983: Soldier of Fortune
- 1984: War Game
- 1993: El amor está en el aire